# Somszeg
Somszeg (szlovákul Vieska) Vágmosóc (Považany) község településrésze, egykor önálló falu Szlovákiában, a Trencséni kerületben, a Vágújhelyi járásban.
Vágújhelytől 6 km-re délre, a Vág jobb partján fekszik.
1910-ben 204, túlnyomórészt szlovák lakosa volt. A trianoni békeszerződésig Nyitra vármegye Vágújhelyi járásához tartozott.
Somszeget, Vágmosócot és Vágszentkeresztet 1960-ban egyesítették. 2001-ben Vágmosóc 1214 lakosából 1193 szlovák volt.